# Huta Bardzyńska
Huta Bardzyńska ist eine Ortschaft mit einem Schulzenamt der Landgemeinde Dalików im Powiat Poddębicki der Woiwodschaft Łódź in Polen.

## Geschichte
Der Ort entstand an der Wende des 19. Jahrhunderts. Das Adjektiv, das dem Namen Huta (Hütte) hinzugefügt wurde, stammt von dem Ort Bardzynin (2 km im Süden). Nach der zweiten Teilung Polens gehörte es von 1793 bis 1807 zu Südpreußen. 1809 kam es ins Herzogtum Warschau und 1815 ins neu entstandene russisch beherrschte Kongresspolen. 1827 gab es dort 13 Häuser mit 135 Einwohnern.
1839 wurde dort eine evangelisch-augsburgische Filialgemeinde von Aleksandrów gegründet und 1845 wurde ein gemauertes Bethaus errichtet. 1845 umfasste die Filialgemeinde 752 Mitglieder in 29 Dörfern und Kolonien.
Nach dem Ende des Ersten Weltkriegs kam das Dorf zu Polen. Unterbrochen wurde dies nur durch die Besetzung Polens durch die Wehrmacht im Zweiten Weltkrieg.
Im kleinen Dorf befinden sich heute Überreste eines evangelischen Friedhofs mit deutschsprachigen Grabsteinen, aber außer Fotos aus der Zwischenkriegszeit gibt es keine Spuren der Kirche.
Von 1975 bis 1998 gehörte Huta Bardzyńska zur Woiwodschaft Sieradz.